# 4673 Bortle
4673 Bortle è un asteroide della fascia principale. Scoperto nel 1988, presenta un'orbita caratterizzata da un semiasse maggiore pari a 2,5499972 UA e da un'eccentricità di 0,0568255, inclinata di 16,20196° rispetto all'eclittica.
Dal 30 gennaio al 30 marzo 1991, quando 4713 Steel ricevette la denominazione ufficiale, è stato l'asteroide denominato con il più alto numero ordinale. Prima della sua denominazione, il primato era di 4611 Vulkaneifel.
L'asteroide è dedicato all'astronomo statunitense John E. Bortle.